# قیسوند (کوزران)
قیسوند نام روستایی در دهستان سنجابی بخش کوزران شهرستان کرمانشاه در استان کرمانشاه است. طبق سرشماری سال ۱۳۸۵ جمعیت این روستا ۱۷۰ نفر در ۳۴ خانوار است.